# Trichanomala dentipennis
Trichanomala dentipennis är en skalbaggsart som beskrevs av Leon Fairmaire 1896. Trichanomala dentipennis ingår i släktet Trichanomala och familjen Rutelidae. Utöver nominatformen finns också underarten T. d. apicalis.